# Реферал
Реферал (або реферрал, від англ. referral — «напрям») — учасник партнерської програми, зареєстрований за рекомендацією іншого учасника. Така схема маркетингу широко поширена в інтернеті й передбачає реєстрацію на сайтах, що надають певні послуги. У цьому випадку рекомендація супроводжується «реферальним посиланням», що містить інформацію про обліковий запис учасника, який отримає винагороду за залучення новачків. Учасника, що вербує, прийнято за аналогією називати «реферер» (англ. referrer).
Рефералів поділяють на прямих і непрямих. Прямий реферал для видавця — той, хто зареєстрований безпосередньо за посиланням видавця. Непрямий реферал — той, хто зареєструвався за посиланням прямих або непрямих рефералів.

## Залучення рефералів

### Пасивний метод
Цей спосіб полягає в публікації реферальних посилань, банерів, коротких описів, докладних описів та інших рекламних матеріалів на сайтах, дошках оголошень, форумах, у ролі підпису в особистому профілі, або соціальних мережах, з метою показати цю інформацію відвідувачу і зацікавити його.
Найпоширеніший і найвигідніший спосіб, що не потребує фінансових витрат, оскільки здебільшого рефералами стають зацікавлені користувачі, які шукають способи заробітку і бажають працювати. Такі реферали, загалом, приносять найбільше прибутку.

### Активний метод
Принцип методу полягає в тому, що реферер вимагає від користувачів якихось сервісів реєстрації за їх реферальним посиланням, перш ніж надати їм доступ до функцій цього сервісу. Наприклад, власник музичного сайту дозволяє відвідувачам завантажувати пісні тільки після того, як вони візьмуть участь в опитуванні, що відбулося на іншому сайті.

## Ди. також
- Мережевий маркетинг
- Вірусний маркетинг
- Фінансова піраміда
- Шахрайство